# Discografia de Kan Mi-youn
Esta é a discografia da cantora de sul-coreana Kan Mi-youn. Consiste de dois álbuns de estúdio, dois extended plays, cinco singles, três singles promocionais e treze videoclipes.

## Álbuns de estúdio em coreano
| Refreshing - Lançamento: 19 de setembro de 2006 - Língua: Coreano - Gravadora: Source Music - Formatos: CD, download digital                                                                                     | — | — |
| "—" indica lançamentos que não figuraram nas paradas ou que não foram lançados nessa região. Nota - A Gaon Chart foi estabelecida em fevereiro de 2010. Lançamentos antes desta data não têm dados nesta parada. |   |   |

## Álbuns de estúdio em chinês
| Detalhes do álbum | Melhores posições | Vendas |
| Detalhes do álbum | CHI               | Vendas |
| --- | ----------------- | ------ |
| Refreshing - Lançamento: 12 de fevereiro de 2008 - Língua: Chinês - Gravadora: Source Music - Formatos: CD, download digital | —                 | —      |

## EPs
| Detalhes do álbum                                                                                         | Melhores posições | Vendas |
| Detalhes do álbum                                                                                         | KOR               | Vendas |
| --- | ----------------- | ------ |
| WATCH - Lançamento: 21 de fevereiro de 2011 - Gravadora: Source Music - Formatos: CD, download digital    | 8                 | 1.839+ |
| OBSESSION - Lançamento: 29 de setembro de 2011 - Gravadora: Source Music - Formatos: CD, download digital | 21                | 1.309+ |

## Singles
| Ano  | Single                          | Melhores posições | Álbum                |
| Ano  | Single                          | KOR               | Álbum                |
| ---- | ------------------------------- | ----------------- | -------------------- |
| 2007 | "Winter"                        | —                 | Lançamento sem álbum |
| 2011 | "Sunshine (ft. Junsu)"          | 82                | WATCH                |
| 2011 | "Good Love"                     | 73                | Feeling Project #1   |
| 2011 | "The Day the Light Disappeared" | 96                | Feeling Project #2   |
| 2012 | "Lose You"                      | 62                | Feeling Project #3   |

## Singles promocionais
| Ano  | Single                    | Melhores posições | Álbum     |
| Ano  | Single                    | KOR               | Álbum     |
| ---- | ------------------------- | ----------------- | --------- |
| 2010 | "Going Crazy (ft. Mir)"   | 11                | WATCH     |
| 2011 | "Paparazzi"(ft. Eric Mun) | 15                | WATCH     |
| 2011 | "Won't Meet You"          | 43                | OBSESSION |

## Videografia

### Videoclipes
| Ano  | Videoclipe              |
| ---- | ----------------------- |
| 2006 | "Old Woman"             |
| 2006 | "Kiss"                  |
| 2007 | "여우별"                |
| 2008 | "如果, 可以爱你"        |
| 2008 | "陷入爱里面"            |
| 2008 | "巴黎铁塔"              |
| 2008 | "너에게 약속하는 7가지" |
| 2008 | "情”情场大片"           |
| 2010 | "Going Crazy" (ft. Mir) |
| 2011 | "Sunshine (ft. Junsu)"  |
| 2011 | "Paparazzi"             |
| 2011 | "Good Love"             |
| 2011 | "Won't Meet You"        |